# تانوس پترلیس
آتاناسیوس تانوس پترلیس (به انگلیسی: Athanasios (Thanos) Petrelis) (به یونانی: Θάνος Πετρέλης) (زاده ۲۷ سپتامبر ۱۹۷۵) خواننده محبوب یونانی است. وی چهار آلبوم و چندین تک آهنگ منتشر کرده‌است.

## زندگی
او در آتن زاده شد. در سال 2002 در یک شوی تلویزیونی شرکت کرد و در آنجا شناخته شد.

## حرفه
در سال ۲۰۰۴، او آلبومی با عنوان Eihe To Hroma T 'Ouranou منتشر کرد. این آلبوم بیش از ۳۰٬۰۰۰ نسخه فروخت و طلا گرفت. در آن سال پتریلیس در جوایز Arion برنده جایزه «بهترین هنرمند جدید» شد.
در سال ۲۰۰۷ آلبوم Eimai Akomi Eleftheros به طلا رسید.

## کاورهای آهنگ
- آهنگ بی تو شادمهر عقیلی در حقیقت برگرفته و کاوری از آهنگ To Aima Mou تانوس پترلیس است.[۲]

- آهنگ مشکوک شادمهر عقیلی در حقیقت برگرفته و کاوری از آهنگ Den Eho Matia Gi Alli اثر تانوس پترلیس است.[۳]

- آهنگ قلبم میکوبه مصطفی پاشایی در حقیقت برگرفته و کاوری از آهنگ Thelo Ke Ta Patheno اثر تانوس پترلیس است.

- آهنگ "منو ببخش" رضا شیری کاور آهنگ "Pos Ksenietai Kapoia San Esena" از این هنرمند است.